# Bogdan Miśkowiak
Bogdan Kazimierz Miśkowiak (ur. 22 grudnia 1943 w Nieświastowie) – polski lekarz, profesor medycyny. Histolog, embriolog, pediatra, endokrynolog. 

## Życiorys
Jest synem Jana i Cecylii (oboje byli polonistami). Studia medyczne ukończył w 1967 roku na poznańskiej Akademii Medycznej i na tej uczelni pozostał. Stopień doktorski uzyskał w 1971 roku, zaś habilitację w 1989 roku.  W latach 1980–1983 pracował w szpitalu w Tobruku (Libia). W 1996 został mu nadany tytuł naukowy profesora nauk medycznych. W latach 1993–1999 pełnił funkcję dziekana Wydziału Lekarskiego II tej uczelni.
W latach 1999–2014 był kierownikiem Katedry Optometrii i Biologii Układu Wzrokowego Wydziału Lekarskiego II poznańskiego Uniwersytetu Medycznego, która w roku 2017 została przekształcona w Katedrę Chorób Oczu i Optometrii z dwoma podjednostkami: Kliniką Chorób Oczu i Zakładem Optometrii. Wyróżniony także Złotym Medalem Witela za zasługi w rozwoju optometrii w Polsce, za promotorstwo pierwszych prac doktorskich z zakresu Optometrii. Katedrę po nim przejął Marcin Stopa. Wykładał także w Wyższej Szkole Zdrowia, Urody i Edukacji w Poznaniu, gdzie w latach 2003-2009 był dziekanem. Jest członkiem honorowym Polskiego Towarzystwa Optyki i Optometrii oraz Poznańskiego Towarzystwa Przyjaciół Nauk (od 2007-2017 wiceprzewodniczący Wydziału Lekarskiego, od 2017 -2023 wiceprezes PTPN).
Autor opracowania "Podstawy histologii oraz technika histologiczna" (wyd. 1996, ISBN 978-83-85439-07-3). Opublikował ponad 150 prac w czasopismach krajowych i zagranicznych (m.in. w „Histopathology”,” Leuk.Res.”, „J.Clin.Res.”, „J.Clin.Path.”, „Optica Applicata”).

## Odznaczenia
- Krzyż Kawalerski Orderu Odrodzenia Polski (2001)[8]
- Medal Komisji Edukacji Narodowej (2003)
- Złoty Medal za Długoletnią Służbę (2010)
- Złoty Medal Witela (2023)